# Akhisar Belediyespor (baloncesto)
El Akhisar Belediyespor es un equipo de baloncesto turco con sede en la ciudad de Akhisar, que compite en la TBL, la segunda división de su país. Disputa sus partidos en el Akhisar Belediye Sports Hall, con capacidad para 1,800 espectadores.
Es la sección de baloncesto del Akhisar Belediyespor. El club fue fundado en 2011 por el Municipio de Akhisar.

## Posiciones en liga
| - 2012 - (8-TB2L) - 2013 - (4-TB2L) - 2014 - (4-TB2L) - 2015 - (5-TB2L) | - 2016 - (13-TBL) |

## Palmarés
- TB2L
  - Semifinales: 2013

- Copa de la Federación
  - Subcampeón: 2014

## Jugadores destacados
| - Yunus Çankaya - Ahmet Cantitiz - Cem Coşkun - Mete Dogan - Fatih Eravcı - Barış Erlim - Hakan Erol - Murat Can Esen - Mert Gizir - Erdem İlter - Ömer Tayfun Karabey - Özgün Önver - Reha Öz | - Okan Özpamir - Ege Parlar - Burak Şaşmaz - Cenk Şekeroğlu - Can Terzioğlu - Sercan Topçu - Yiğitcan Vardal - Hakan Yapar - Evren Yenice - Troy Bell - Leemire Goldwire - Lance Goulbourne - K.T. Harrell | - Cyrus McGowan - Daniel Miller - Darrius Morrow - Tyrone Nelson - D. J. Newbill - Rian Pearson - Charles Rhodes - D. J. Shelton - Tyler Smith (baloncestista) - Nic Wise - Marcel Jones |